# Jean-Pierre Bois
Pour les articles homonymes, voir Bois (patronyme).
Jean-Pierre Bois, né en 1945 à Tours, est un historien français moderniste, auteur de plusieurs biographies, spécialiste des relations internationales, de la guerre et de la société militaire, ainsi que du XVIIIe siècle et de la Révolution française (à travers ses biographies de Dumouriez et de La Fayette).

## Biographie

### Formation et débuts
Élève de l'École normale supérieure de Cachan (ENSET, promotion 1966), il est reçu à l'agrégation d'histoire en 1970.
Il est nommé au lycée de Rochefort, puis il effectue deux années de service national en coopération au lycée français d'Istanbul (1972-1974). Rentré en France, il est affecté au lycée Joachim-du-Bellay à Angers.
Il se lance dans un travail de doctorat sous la direction d’André Corvisier, avec un doctorat de troisième cycle Les Vieux Soldats à l’hôtel royal des Invalides au XVIIIe siècle (1981), puis une thèse d’État sur Les Anciens Soldats dans la société française au XVIIIe siècle, qu'il soutient en 1986.

### Carrière
Il est professeur à l'université de Nantes de 1989 à 2007 (retraité depuis 2007). membre et ancien directeur du Centre de Recherche en Histoire Internationale et Atlantique (CRHIA).
Jean-Pierre Bois est également président de l'Association régionale  des auditeurs de l'IHEDN des Pays de la Loire.
Il est l'auteur d'une histoire politique et militaire de la paix considérée comme la première du genre.

## Publications
- L'Europe à l'époque moderne, Paris, Armand Colin, 1999, 352 p.

### Sur les affaires militaires
- Les anciens soldats dans la société française au XVIIIe siècle, Paris, Économica, 1990
- Les Guerres en Europe, 1494-1792, Paris, Belin, 1993
- Fontenoy 1745, Économica, 1996, 152 p.
- De la paix des rois à l'ordre des empereurs. 1714-1815, Nouvelle Histoire des relations internationales, tome 3, Seuil, 2003 prix de Loire Atlantique décerné par l'Académie littéraire de Bretagne et des Pays de la Loire
- La Paix, Histoire politique et militaire, 1435-1878, Perrin, 2012

### Conquête de l'Algérie
- Bugeaud, Fayard, 1997, 650 p.
- La campagne de Louis-Philippe au Maroc (1844), Economica, 2013, 192 p.

### Divers
- Histoire des 14 juillet 1789-1919, Ouest-France, 1991
- Louis XV arbitre de l'Europe, 1999
- Histoire de la vieillesse, PUF, 1994, 127 p.
- L'Académie Royale des Belles-Lettres d'Angers 1685-1793, Les acteurs du savoir, 2021, 464 p.
- Le mythe de Mathusalem, Fayard, 2001, 351 p

### Biographies
- Maurice de Saxe, Fayard, 1992, 538 p.
- Comte de Guibert. Essai général de tactique, Paris, Economica, 2004
- Comte de Guibert. De la force publique, Paris, Economica, 2005, 92 p.
- Dumouriez : Héros et proscrit, Perrin, 2005, 484 p.
- Don Juan d'Autriche, Tallandier, 2008, 409 p.
- La Fayette, Perrin, 2015, 488 p.
- L’abbé de Saint-Pierre : Entre classicisme et Lumières, Champ Vallon, 2017, 376 p.  (ISBN 979-10-267-0511-6) [présentation en ligne]

## Récompenses et distinctions

### Prix
- Prix Henri-Malherbe (1996).
- Prix Drouyn de Lhuys 2012, de l'Académie des sciences morales et politiques[5].
- Prix de la biographie 2018, de l'Académie française[6].

### Décorations
- Chevalier de la Légion d'honneur (2015)